# Chiesa di San Biagio (Venezia)
La chiesa di San Biagio, anche nota come San Biagio dei Marinai, è un edificio religioso della città di Venezia, situato nel sestiere di Castello. La chiesa, nonostante si trovi nel territorio del Patriarcato di Venezia, è soggetta all'ordinariato militare per l'Italia. L'attuale rettore è il cappellano militare don Giuseppe Massaro.

## Storia
Questa zona era molto diversa nel XIX secolo, quando qui sorgevano i famosi granai di Venezia, che vennero abbattuti per dar spazio a nuove aree abitative dopo la caduta delle Repubblica.
Il primo tempio è dell'XI secolo, poi vi furono varie ristrutturazioni tra cui nel 1332 la chiesa, quando qui sorsero i primi granai, che fecero assumere al campo la forma che sarebbe diventata definitiva fino al XIX secolo.
Essendo sorta molto vicina all'arsenale di Venezia molti dei lavoratori greci la scelsero come loro parrocchia, e molti sacerdoti ortodossi vennero ospitati qui, con decreto del Senato Veneto, fin alla costruzione di San Giorgio dei Greci all'inizio del XVI secolo.
Anche San Biagio, venne soppressa nel XIX secolo per iniziativa del nuovo governo francese, venendo depredata di tutti gli arredi. Venne poi riaperta al culto da parte della Imperiale Regia Marina Austriaca, che vi trasportò al suo interno le pavimentazioni e gli altari della chiesa di Sant'Anna, ormai soppressa. Poi divenne di proprietà della Marina Militare, una volta che il Veneto passò sotto l'Italia (1866).
Questa la restituì al demanio nel 1958, che tramite il magistrato alle acque, e la Sovrintendenza ai beni culturali, la restaurò per donarla poi al Museo storico navale di Venezia nel 1991. Oggi è parrocchia militare, e parte integrante del Museo storico navale. 
Nell'anno 2001, con decreto dell'allora ordinario militare Giuseppe Mani, la chiesa venne eretta come parrocchia militare per la Marina e per le altre forze armate operanti in Venezia, assoggettandola alla giurisdizione ecclesiastica castrense.

## Descrizione
Il primo edificio qui costruito nel IX secolo era a tre navate, e in stile bizantino, con la facciata che guardava al sagrato, venuto meno con la ristrutturazione del 1332.
Quest'ultima ristrutturazione non ha lasciato traccia documentata, per cui non se ha traccia. L'ultima ristrutturazione è del Settecento (1749-1754), per opera del Proto dell'arsenale Filippo Rossi, e consacrata nel 1757.
La facciata è in due ordini architettonici, ed ha la particolarità di avere mattoni a vista rossi, e marmo bianco d'Istria. Il timpano triangolare è il giusto termine del coronamento.
Dopo la soppressione del XIX secolo, e la depredazione subita, viene nuovamente arredata con parti di altre chiese. Gli altari provengono dalla chiesa di Sant'Anna, ora sconsacrata. Il monumento funebre al capitano da mar Angelo Emo, eroe della battaglia con il bey di Tunisi Hammudah, 1765, morto nel 1792 opera del Torretto proviene dall'abbattuta chiesa di Santa Maria dei Servi.
Qui giace in un'urna posta nella parete di sinistra nel presbiterio il cuore di Federico Francesco d'Asburgo, sepolto nella chiesa gran priorale dell'Ordine di Malta, granduca d'Austria, innamorato della città di Venezia.
Dal 4 dicembre 2011, giorno della sua collocazione avvenuta con solenne cerimonia, è conservata la santa Barbara patrona della Marina Militare, opera del pittore Giuseppe Frascaroli.

## Feste
- 3 febbraio, san Biagio vescovo e martire, titolare della chiesa (benedizione della gola)
- 8 maggio, dedicazione della chiesa
- 4 dicembre, santa Barbara vergine e martire, patrona della Marina Militare